# Антим Јерусалимски
Патријарх Антим (1717/1718 — 10. новембар 1808 , Цариград) — епископ Јерусалимске православне цркве, патријарх јерусалимски и целе Палестине.

## Биографија
Рођен 1717. (према другим изворима - 1718.) у арапској породици у Месопотамији. У раном детињству доведен је у Јерусалим, где је одрастао у грчком братству Светог гроба. Одлично образовање стекао је у Јерусалимској богословској школи под руководством митрополита Патмоског Јакова и митрополита Птолемејског Софронија. Течно је говорио грчки, арапски, турски и персијски.
Био је секретар братства Светог гроба, од 1765. године руководио је Јерусалимском школом и служио као први проповедник јерусалимског престола.
Године 1774. уздигнут је у чин митрополита скитопољског.
Од 1787. - митрополит Кесарије у Палестини.
Он је 4. новембра 1788. године стао на чело Јерусалимске цркве, након што се остарели патријарх јерусалимски Прокопије одрекао престола у корист митрополита Антима.
Док је био на на месту Јерусалимског патријарха, живео је углавном у Цариграду.
1795. године, користећи релативно финансијско благостање Цркве, организовао је реконструкцију једног броја оронулих јерусалимских манастира - Патријаршијског, Свете Катарине, Свете Јевтимије; украсио цркву Св. Константина и Јелене, а допринео је и обнови Сиријског Богородичиног манастира Сајданаи.
После источне експедиције Наполеона Бонапарте, ситуација палестинских хришћана се нагло погоршала. После искрцавања Француза у Египат, османске власти у Јерусалиму су у храму Гроба Господњег затвориле групу епископа свих хришћанских вероисповести, укључујући 30 православних хришћана на челу са Патријарховим намесником митрополитом Арсенијем. Таоци су тамо провели 108 дана чекајући погубљење док нису пуштени на слободу по налогу султана. Године 1799, када се Бонапарта преселио у Сирију, Турци су поново затворили око хиљаду хришћана у храм (по неколико стотина из сваке деноминације) и пустили их тек пошто су се Французи повукли.
Хришћани су много страдали и током грађанских сукоба османских паша у Палестини, а посебно од прогона јерусалимског владара Мехмет-паше Абу Марака 1802-1803.
Патријарх Антим је уживао посебну наклоност султана Селима III (1789-1807), чиме је значајно ојачао положај православних у борби за поседовање светиња Палестине.
У 1799-1800. и 1803. дошло је до сукоба између јерусалимских Грка и Јермена, а 1804. - са католицима, што је довело до паљења јерусалимске цркве Васкрсења Христовог 30. септембра 1808. (према Грцима, храм су запалили Јермени).
Преминуо је 10. новембра 1808. године у Цариграду. Пре своје смрти, успео је да постигне договор са султаном Махмудом II да Грцима обезбеди права предака у Палестини, потврђена ранијим ферманима.